# Newton Arvin
Newton Arvin, född 25 augusti 1900, död 21 mars 1963, var en amerikansk litteraturhistoriker.
Arvin studerade vid Harvard University och blev 1933 professor vid Smith College i Massachusetts. Han gjorde sig känd som en fin kritiker och utgav ett flertal litteraturstudier över 1800-talets amerikanska författare som Nathaniel Hawthorne 1929 och Walt Whitman 1938. Han var också en av de första älskarna till den amerikanske författaren Truman Capote.[källa behövs]